# 李宝
李 宝（り ほう、? - 26年）は、中国の新代から後漢時代初期にかけての武将。更始帝（劉玄）配下の武将で、柱功侯。主に漢中・三輔を活動範囲としていた。

## 事跡

### 延岑との攻防戦
| 姓名         | 李宝                       |
| 時代         | 新代 - 後漢時代            |
| 生没年       | 生年不詳 - 26年（建武2年） |
| 字・別号     | 〔不詳〕                   |
| 出身地       | 〔不詳〕                   |
| 職官         | 漢中相〔劉嘉〕             |
| 爵位・号等   | 柱功侯〔更始〕             |
| 陣営・所属等 | 更始帝→劉嘉→光武帝         |
| 家族・一族   | 〔不詳〕                   |

更始2年（24年）秋、更始帝の命令により、益州刺史張忠と共に1万人余りの軍勢を率いて蜀と漢中の平定に向かう。しかし、蜀で台頭していた公孫述は、弟の公孫恢に迎撃を命じ、李宝らは綿竹で大敗して逃走した。その後の動向はしばらく不詳となるが、主に漢中に割拠していたと見られる。
建武2年（26年）、更始帝に降っていた延岑が漢中で反乱し、更始政権の漢中王劉嘉を南鄭（漢中郡）から駆逐して、同年2月、武安王を自称した。延岑が劉嘉を追撃して武都郡に入ってくると、李宝はこれを迎撃して破り、延岑は天水郡へ逃走している。空いた南鄭城には、公孫述の部将侯丹が入り、李宝は劉嘉の相となって南鄭を攻撃したが、攻略はならず、劉嘉・李宝は河池・下弁（武都郡）に駐屯した。
以後、李宝は劉嘉と共に延岑と激しく争い、延岑が散関から三輔に入ると、劉嘉・李宝もこれを追った。劉嘉・李宝は陳倉（右扶風。長安の西方）で延岑を撃破し、延岑は杜陵（京兆尹。長安の南東）に退いてここを根拠地とした。一方、劉嘉・李宝は長安の北西部に進んだところ、赤眉軍の廖湛（元は更始政権の穣王）の率いる18万の大軍に出くわし、谷口（左馮翊）で廖湛を撃破して、劉嘉自ら廖湛を斬り、その北の雲陽（左馮翊）に駐屯した。

### 赤眉軍撃破と最期
まもなく何らかの事情で、劉嘉・李宝は延岑との間で和解が成立し、長安を占拠していた赤眉軍に共同で対処している。建武2年9月、逄安が赤眉軍の主力部隊を率いて杜陵の延岑を攻撃してくると、李宝も延岑を救援して逄安と戦った。緒戦は逄安優勢で、李宝はこれにいったん降伏している。しかし、この降伏は偽装で、逄安が延岑を破って帰陣すると、幟旗が李宝のものに替っており、これを本陣が奪われたと判断した赤眉軍は潰走し、谷底に雪崩れ込んで10万人余りが死すという壊滅的打撃を受けている。
その後、光武帝（劉秀）の大司徒鄧禹の西征を聞きつけた李宝は、兵を擁して守りを固め、劉嘉に成り行きを見極めるべきであると進言した。しかし劉嘉は、鄧禹からの光武帝の伝言や義兄の来歙の進言を聞き入れ、鄧禹に降伏した。
李宝も已む無く劉嘉に従って降伏したが、鄧禹は李宝の態度が傲慢無礼であるとして、これを誅殺してしまう。しかし、鄧禹のこの行動の代償は大きかった。李宝の弟や旧部下が復仇のために蜂起して、鄧禹の腹心耿訢を殺害してしまったのである。すなわち、食糧不足や部下の離反により傷ついていた鄧禹の威信は、さらに地に墜ちる結果となった。